# Powiat Ibusuki
Powiat Ibusuki (jap. 揖宿郡 Ibusuki-gun) – dawny powiat w Japonii, w prefekturze Kagoshima. Z dniem 1 stycznia 2007 roku liczył 13 829 mieszkańców i zajmował powierzchnię 110,31 km².

## Historia[2]

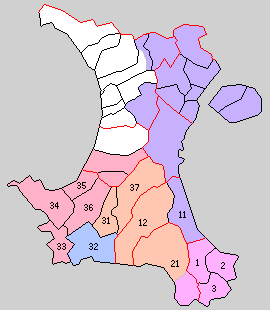
1. Imaizumi, 2. Ibusuki, 3. Yamagawa, 11. Kiire, 21. Ei (1889 r.)

Powiat Ibusuki był częścią prowincji Satsuma.
- Powiat został założony 17 lutego 1879 roku. Wraz z utworzeniem nowego systemu administracyjnego 1 kwietnia 1889 roku powiat Ibusuki został podzielony na 3 wioski: Imaizumi, Ibusuki i Yamagawa[3].
- 1 kwietnia 1897 – powiat Ibusuki powiększył się o teren powiatu Ei (Ei) oraz części powiatu Kiire (Kiire). (5 wiosek)
- 1 stycznia 1930 – wioska Yamagawa zdobyła status miejscowości. (1 miejscowość, 4 wioski)
- 1 maja 1933 – wioska Ibusuki zdobyła status miejscowości. (2 miejscowości, 3 wioski)
- 1 września 1948 – wioska Toshinaga wydzieliła się z części wioski Imaizumi. (2 miejscowości, 4 wioski)
- 1 sierpnia 1950 – wioska Ei zdobyła status miejscowości. (3 miejscowości, 3 wioski)
- 1 października 1951 – wioska Kaimon wydzieliła się z części miejscowości Ei. (3 miejscowości, 4 wioski)
- 1 kwietnia 1954 – miejscowość Ibusuki powiększyła się o teren wsi Imaizumi i zdobyła status miasta. (2 miejscowości, 3 wioski)
- 1 kwietnia 1955 – część wsi Toshinaga została włączona do wioski Kaimon, a pozostała część Toshinagi została włączona do miejscowości Yamagawa. (3 miejscowości, 1 wioska)
- 15 października 1956 – wioska Kiire zdobyła status miejscowości. (4 miejscowości)
- 1 listopada 2004 – miejscowość Kiire została włączona do miasta Kagoshima. (3 miejscowości)
- 1 stycznia 2006 – miejscowości Kaimon oraz Yamagawa zostały włączone w teren miasta Ibusuki. (1 miejscowość)
- 1 grudnia 2007 – w wyniku połączenia miasteczka Ei oraz miasteczek Chiran i Kawanabe (obu z powiatu Kawanabe) powstało miasto Minamikyūshū. W wyniku tego połączenia powiat został rozwiązany.